# Крістіан Коштрна
Крістіан Коштрна (словац. Kristián Koštrna, нар. 15 грудня 1993, Глоговец) — словацький футболіст, захисник клубу «Спартак» (Трнава).
Дворазовий володар Кубка Словаччини.

## Клубна кар'єра
Народився 15 грудня 1993 року в місті Глоговец. Вихованець юнацьких команд футбольних клубів «Спартак» (Трнава) та «Вулвергемптон».
У дорослому футболі дебютував 2014 року виступами за команду «Славой Болераз», у якій провів один сезон. 
Згодом з 2015 по 2017 рік грав у складі команд «Парндорф» та «Пірін» (Благоєвград).
Своєю грою за останню команду привернув увагу представників тренерського штабу клубу «ДАК 1904», до складу якого приєднався 2017 року. Відіграв за команду з міста Дунайска-Стреда наступні три сезони своєї ігрової кар'єри.
Протягом 2020 року захищав кольори клубу «Динамо» (Бухарест).
До складу клубу «Спартак» (Трнава) приєднався 2021 року. Станом на 24 серпня 2023 року відіграв за команду з Трнави 64 матчі в національному чемпіонаті.

## Виступи за збірну
Протягом 2012–2013 років залучався до складу молодіжної збірної Словаччини. На молодіжному рівні зіграв у 3 офіційних матчах.

## Титули і досягнення
- Володар Кубка Словаччини (2):

«Спартак» (Трнава): 2021-2022, 2022-2023